# Conseil exécutif de Nouvelle-Calédonie
Pour les articles homonymes, voir Conseil exécutif.
Le Conseil exécutif de Nouvelle-Calédonie est une ancienne institution créée par la loi du 23 août 1985 (dite du statut Fabius-Pisani du nom du Premier ministre de l'époque, Laurent Fabius, et de son ministre chargé de la Nouvelle-Calédonie, Edgard Pisani) pour remplacer le précédent gouvernement du territoire. Il a été maintenu par les réformes du 17 juillet 1986 (statut Pons I car initié par le nouveau ministre des DOM-TOM Bernard Pons) et du 22 janvier 1988 (statut Pons II, bien que ses attributions et sa composition sont alors modifiées). Après la signature des accords de Matignon le 26 juin 1988 afin de ramener la paix civile après quatre années d'affrontements violents entre partisans et opposants à l'indépendance de la Nouvelle-Calédonie (période dite des « Évènements »), la loi référendaire du 9 novembre 1988, mise en application à partir de 1989, supprime le Conseil exécutif.  

## Sous le régime du statut Fabius-Pisani (1985-1988)[1]

### Un conseil purement consultatif
Le statut Fabius-Pisani, dans un contexte de conflits violents, à la fois politiques, sociaux et communautaires, a une vocation de transitoire en vue de l'organisation d'un référendum d'autodétermination avant le 31 décembre 1987. Il redonne au Haut-commissaire, délégué du gouvernement, la fonction de chef de l'exécutif territorial qu'il avait perdu sous le précédent statut qui avait été mis en place en 1984. Ainsi, le représentant de l'État « prépare et exécute les délibérations du Congrès » (l'assemblée délibérante qui remplace l'ancienne Assemblée territoriale), tandis que « les services du Territoire sont placés sous son autorité ». Un Conseil exécutif, purement consultatif, est formé à ses côtés. 
Le Conseil exécutif est alors constitué de cinq membres, chefs des autres institutions territoriales créés par la loi de 1985, à savoir :
- le président du Congrès du Territoire, élu par ce dernier en son sein à bulletin secret et à trois tours maximum, qui est également le président du Conseil exécutif,
- les présidents des conseils (élus par ceux-ci parmi leurs membres) des quatre nouvelles régions (Sud, Centre, Nord et Îles Loyauté) qui ont été créées notamment pour permettre aux indépendantistes du Front de libération nationale kanak et socialiste (FLNKS) de Jean-Marie Tjibaou, minoritaires sur l'ensemble de la Nouvelle-Calédonie mais majoritaires sur certaines parties de son territoire, d'obtenir la gestion de certaines collectivités et ainsi les pousser à abandonner leur stratégie de boycott des institutions et de revendication par la lutte.

### Premier Conseil exécutif (4 octobre 1985-2 mai 1988
À la suite des élections régionales du 29 septembre 1985, le FLNKS (et surtout sa principale composante, l'Union calédonienne UC) obtient le contrôle de trois des quatre régions (Centre, Nord et Îles Loyauté), tandis que les anti-indépendantistes du Rassemblement pour la Calédonie dans la République (RPCR) du député Jacques Lafleur gagnent la Région Sud ainsi qu'une majorité absolue au Congrès (avec 26 sièges sur 46). 
Par conséquent, les membres du Conseil exécutif, tous élus par leurs assemblées respectives le 4 octobre 1985, sont :
- Président du Congrès (et donc du Conseil exécutif) : Dick Ukeiwé (56 ans, moniteur de l'enseignement public, membre fondateur du RPCR, sénateur RPR depuis 1983, il était auparavant le président du précédent gouvernement du territoire entre 1984 et 1985 et a été le vice-président du conseil de gouvernement, et donc son chef politique, chargé du Travail et des Affaires sociales de 1979 à 1982)
- Président du Conseil de la Région Sud : 
  - 4 octobre 1985 - 24 janvier 1986 : Jean Lèques (54 ans, RPCR, notaire, ancien de l'UC, avant qu'elle n'opte pour l'indépendance, puis du Mouvement libéral calédonien MLC, ancien président de l'Assemblée territoriale de 1970 à 1972, de 1980 à 1981, de 1982 à 1983 et de 1984 à 1985, démissionne lorsqu'il est élu maire de Nouméa le 24 janvier 1986)
  - 29 janvier 1986 - 2 mai 1988 : Pierre Frogier (34 ans, RPCR, substitut du procureur de la République près le Tribunal de Nouméa en 1976, ancien conseiller de gouvernement chargé de l'Économie et du Développement industriel de 1979 à 1982 puis ministre de l'Économie et des Finances du gouvernement du territoire de 1984 à 1985, conseiller territorial en 1977 et de 1982 à 1984, maire du Mont-Dore à partir de 1987)
- Président du Conseil de la Région Centre : Léopold Jorédié (38 ans, FLNKS-UC, rouleur sur mines puis chef d'une entreprise de transport de minerai, « ministre de la sécurité » du « Gouvernement provisoire de Kanaky » depuis 1985, conseiller municipal de Canala depuis 1977)
- Président du Conseil de la Région Nord : Jean-Marie Tjibaou (49 ans, président du FLNKS, vice-président de l'UC, président du « Gouvernement provisoire de Kanaky » depuis 1984, maire de Hienghène depuis 1977, ancien vice-président du conseil de gouvernement chargé de la Planification, des Finances, du Budget, de la Fonction publique, des Mines et de l'Énergie de 1982 à 1984 et ancien conseiller territorial de 1977 à 1982)
- Président du Conseil de la Région des îles Loyauté : Yeiwéné Yeiwéné (40 ans, trésorier du FLNKS, UC, porte-parole et « ministre des Finances et de la Solidarité nationale », également chargé des questions identitaires, culturelles, éducatives et de la propagande du « Gouvernement provisoire de Kanaky » depuis 1984, ancien conseiller territorial de 1977 à 1984)

## Sous le régime du statut Pons II (1988-1989)[2]
Le référendum d'autodétermination a lieu le 13 septembre 1987, en étant boycotté par les indépendantistes : l'indépendance du territoire est rejetée à 98,3 % des suffrages exprimés (et 58 % des inscrits), la participation n'étant que de 59,1 % des inscrits. Estimant la question tranchée, le ministre des DOM-TOM Bernard Pons, soutenu par les « anti-indépendantistes », prépare un nouveau statut, prévu pour être durable, et donne donc plus d'autonomie au Territoire que les statuts précédents. 

### Composition
Le nouveau Conseil exécutif est composé de 10 membres. Les présidents des quatre conseils de régions (qui ont été redessinées : Sud, Ouest, Région Est et Îles Loyauté). Le président du Congrès du Territoire toutefois n'y siège plus. À la place, le Congrès élit, en son sein et au scrutin secret à trois tours maximum, le président du Conseil exécutif. Dans le même temps, il élit également à la proportionnelle de listes selon la règle de la plus forte moyenne les 5 autres membres du Conseil exécutif. La fonction de conseiller exécutif (y compris pour les présidents des conseils de région) est désormais incompatible avec celle de membre du Congrès, mais pas avec celle de conseiller de région. 

### Attributions
Le Conseil exécutif retrouve les attributions de l'ancien gouvernement du territoire, celles d'un véritable exécutif. Il arrête les projets de délibération et de budget à soumettre au Congrès, et assure leur application une fois qu'ils ont été adoptés. Il a un pouvoir de réglementation. 
La seule différence avec le gouvernement du territoire du statut Lemoine est qu'il n'existe pas d'attribution individuelle, toutes les décisions étant prises de manière collégiale, à la majorité absolue de ses membres la plupart du temps, la voix du président étant prépondérante en cas d'égalité. Une majorité qualifiée des 2/3 est toutefois nécessaire pour l'adoption du projet de budget, pour les actes de réglementation concernant l'organisation des services et établissements publics territoriaux, l'enseignement dans les établissements primaires et les restrictions quantitatives à l'importation, ainsi que pour fixer le programme annuel d'importation, déterminer le montant annuel d'allocation de devises demandé à l'État, l'objet et les modalités d'exploitation ou d'exécution des ouvrages publics et des travaux publics territoriaux et arrêter les acquisitions à l'amiable (par voies de préemption ou d'expropriation), les cessions, les baux, les transferts de propriété de terres à vocation agricole, pastorale ou forestière nécessaires à la mise en œuvre de l'aménagement foncier et du développement rural du Territoire. 
Le président du conseil exécutif, qui en dirige les séances, le convoque (au moins trois fois par mois) et en fixe l'ordre du jour, est reconnu comme le « chef de l'exécutif territorial » qui « représente le Territoire », ainsi que l'« ordonnateur du budget ».   

### Second Conseil exécutif (2 mai 1988-11 juin 1989)
Les élections régionales du 24 avril 1988 ont été boycottées par le FLNKS et le petit mouvement indépendantiste modéré de Libération kanak socialiste (LKS, même si certains de ses membres se sont tout de même présentés avec l'étiquette « Unir pour Construire »). Par conséquent, alors que la tension culmine (avec surtout la prise d'otages d'Ouvéa), les anti-indépendantistes raflent 46 des 48 sièges à pourvoir au Congrès du Territoire, dont 35 pour le RPCR, et les conseils des régions Sud, Ouest et Îles Loyauté sont entièrement composés de membres de cette famille politique. Par conséquent, le RPCR obtient un contrôle de l'ensemble des institutions. 
Les élections des présidents des conseils de régions ont lieu le 29 avril 1988, et celles du président du conseil exécutif et des 5 membres élus par le Congrès le 2 mai suivant (en gras sont indiqués les personnes élues au Congrès en 1988) : 
- Président du Conseil exécutif : Dick Ukeiwé (59 ans, moniteur de l'enseignement public, membre fondateur du RPCR, sénateur RPR depuis 1983, président du Conseil exécutif sortant en tant que président du Congrès de 1985 à 1988, ancien président du gouvernement du territoire entre 1984 et 1985 et a été le vice-président du conseil de gouvernement, et donc son chef politique, chargé du Travail et des Affaires sociales de 1979 à 1982) - seul candidat, il est élu pratiquement à l'unanimité des membres du Congrès (1 seul bulletin blanc).
- Président du Conseil de la Région Sud : Jacques Lafleur (55 ans, chef d'entreprise, président fondateur du RPCR, député RPR depuis 1978, ancien conseiller de gouvernement de 1972 à 1977, Conseiller territorial en 1972, 1979 et de 1984 à 1985, membre démissionnaire du Congrès en 1985 et 1988, conseiller municipal de Nouméa depuis 1983)
- Président du Conseil de la Région Ouest : Harold Martin (34 ans, gérant de sociétés agricoles, conseiller territorial puis membre du Congrès de 1984 à 1988)
- Président du Conseil de la Région Est : Henri Wetta (43 ans, agent technique de l'aviation civile, ancien conseiller de gouvernement chargé de la Santé et de l'Administration pénitentiaire, conseiller territorial puis membre démissionnaire du Congrès de 1984 à 1988)
- Président du Conseil de la Région des îles Loyauté : Simon Loueckhote (30 ans, instituteur, RPCR, membre démissionnaire du Congrès de 1985 à 1988, conseiller municipal d'Ouvéa depuis 1983)
- 4 membres élus sur 5 de la liste RPCR (33 voix) :
  - Pierre Frogier (37 ans, RPCR, ancien substitut du procureur de la République devenu agent immobilier, conseiller de la Région Sud depuis 1985, membre du Conseil exécutif sortant en tant que président du Conseil de la Région Sud de 1986 à 1988, membre démissionnaire du Congrès de 1985 à 1988, ancien conseiller de gouvernement chargé de l'Économie et du Développement industriel de 1979 à 1982 puis ministre de l'Économie et des Finances du gouvernement du territoire de 1984 à 1985, conseiller territorial en 1977 et de 1982 à 1984, maire du Mont-Dore depuis 1987)
  - Martin Hamu (fonctionnaire territorial, conseiller de la Région Sud depuis 1988, membre démissionnaire du Congrès en 1988)
  - Charles Lavoix (27 ans, chef d'entreprise dans la grande distribution notamment, conseiller de la Région Sud depuis 1985, ancien ministre de l'Équipement, du Tourisme, des Transports et des Communications du gouvernement du territoire de 1984 à 1985, membre démissionnaire du Congrès de 1985 à 1988)
  - Christian Prost (patron de presse, conseiller de la Région Sud depuis 1988, membre démissionnaire du Congrès où il avait remplacé Jacques Lafleur en 1988)
- 1 membre élu sur 5 de la liste du Front national (9 voix) : 
  - Marcel Dubois (64 ans, agriculteur-éleveur, ancien conseiller territorial pour l'Union démocratique de 1970 à 1977)
- 0 membre élu sur 5 de la liste « Unir pour construire » menée par le dirigeant du Parti socialiste de Nouvelle-Calédonie (PSNC) Gustave Lethezer (2 voix)